# 三道镇水库
三道镇水库是中国黑龙江省齐齐哈尔市拜泉县境内的一座水库，位于通肯河支流三道沟子上，建于1969年。水库正常库容为2500万立方米，集雨面积为313平方千米，海拔为189.75米。